# Textus Receptus
Textus Receptus („приет текст“) е общото наименование на поредица печатни гръцкоезични текстове на Новия Завет, които служат за основа на повечето преводи по време на Реформацията, включително на Библията на Лутер, английския превод на Уилям Тиндъл и Библията на крал Джеймс. Textus Receptus води началото си от първия гръцки печатен Нов Завет, издаден през 1516 година в Базел от Еразъм Ротердамски. Той от своя страна се основава главно на късни византийски ръкописи, но изданието на Еразъм се различава значително от класическата форма на текста като включва някои липсващи текстове, преведени на гръцки от латинската Вулгата.